# Moses Witbooi
Moses Witbooi (1807 - 22 février 1888 à Gabaon en Namibie) était le deuxième chef des Witbooi Nama ou ǀKhowesin, un clan dirigeant de la branche Oorlam du peuple Nama. Il est le fils de Kido Witbooi, fondateur du clan. Il en devient le chef de facto en 1870, mais chef officiel seulement à la mort de son père le 31 décembre 1875. Dans les années 1880, il s'allie avec Jan Jonker Afrikaner contre le peuple Herero. À la fin de 1887, il est déposé par son gendre Paul Visser, qui le fait exécuter au début de l'année suivante. Son fils Hendrik Witbooi a tué Visser peu de temps après et a réuni les Oorlam sous son règne,.